# Zapiekanka
Zapiekanka er en polsk slags baguette skåret i halve, serveres varmt og toppet hovedsageligt med smeltet ost og svampe. Der findes også andre versioner med ketchup, skinke og salat.
| Mad og drikke | Spire Denne artikel om mad og drikke er en spire som bør udbygges. Du er velkommen til at hjælpe Wikipedia ved at udvide den. |